# Eugasmia olivacea
Eugasmia olivacea är en spindelart som beskrevs av George William Peckham och Elizabeth Maria Gifford Peckham 1907. Eugasmia olivacea ingår i släktet Eugasmia och familjen hoppspindlar. Inga underarter finns listade i Catalogue of Life.